# СУ-101
СУ-101 — опытная советская средняя самоходная артиллерийская установка (САУ) периода Второй мировой войны. Была создана в конструкторском бюро УЗТМ осенью 1944 — весной 1945 года на основе шасси средних танков Т-44 и Т-34-85 и предназначалась для замены САУ СУ-100. Были разработаны два варианта САУ, различавшиеся лишь вооружением: СУ-101, со 100-мм пушкой Д-10С и СУ-102, со 122-мм пушкой Д-25-44С. В апреле—мае 1945 года были изготовлены один или два прототипа СУ-101 и один прототип СУ-102, в течение лета и осени того же года успешно прошедших заводские испытания. Несмотря на перспективность САУ и высокие для своего времени характеристики, с окончанием войны было принято решение о прекращении дальнейших работ по ним, в связи с нецелесообразностью развёртывания выпуска новой САУ, базировавшейся на агрегатах танков военного периода, не в полной мере отвечавших требованиям эксплуатации мирного времени. Опыт работы над СУ-101 и СУ-102, вместе с тем, был использован в работах над послевоенными проектами САУ.

## Характеристики

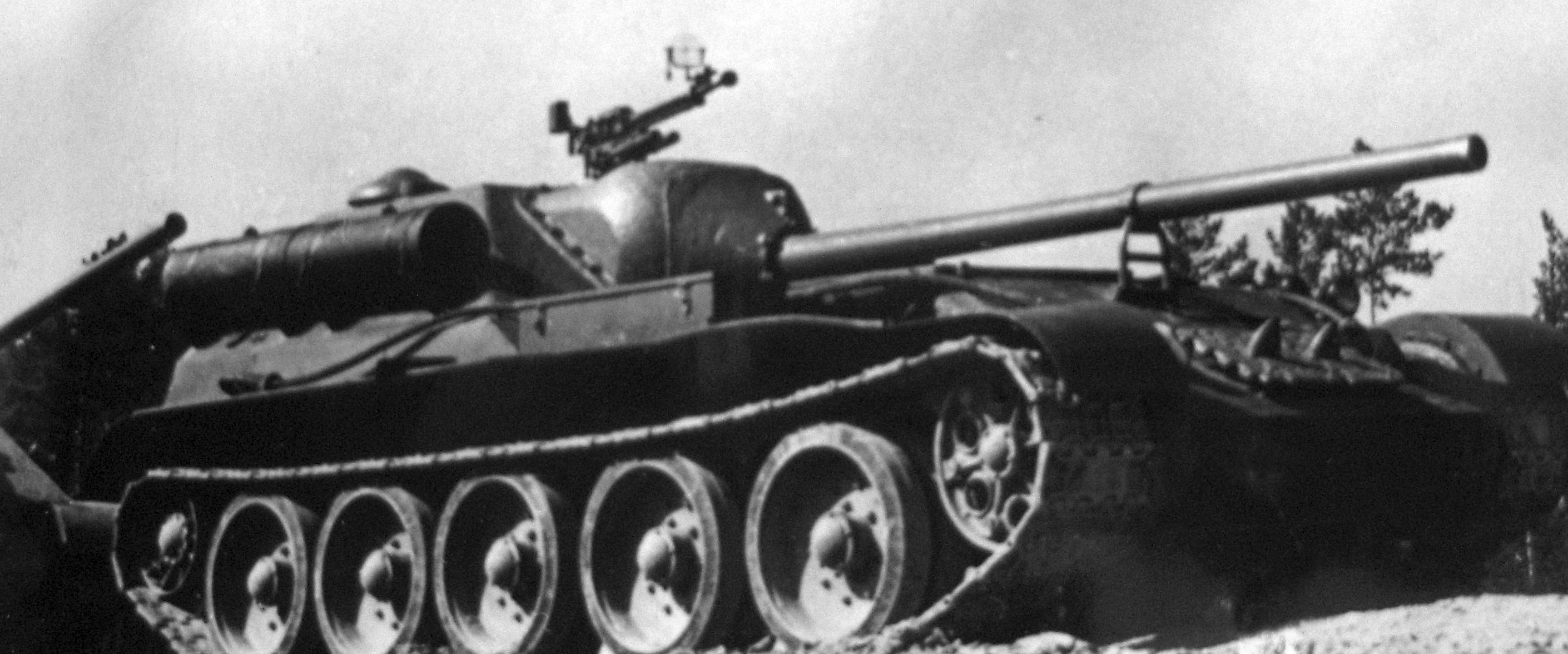
На испытательной трассе танкодрома УЗТМ

Одним из главных достоинств САУ было мощное бронирование. Лобовая броня имела толщину 122 мм, бортовые защитные листы 75 мм, а кормовые 40 мм. Наклон бронированных листов в лобовой части составлял 55°.
Орудие имело горизонтальное наведение около 22°, вертикальное — от −2° до +18°, а также скорострельность около трёх выстрелов в минуту (вне зависимости от версии).
Двигатель позволял развивать скорость 55 км/ч при общем весе в 34 тонны. Ёмкость внутренних топливных баков составляла 370 литров, а внешних 360 литров.
Помимо орудия САУ оснащалась зенитным пулемётом ДШК.
САУ не была принята на вооружение из-за ужасных условий внутри кабины (теснота, высокая температура, плохая обзорность) и неприспособленности некоторых узлов корпуса к ударной волне главного орудия. Также одной из возможных причин можно считать скорое окончание ВОВ.

## Варианты
- СУ-102 — вариант СУ-101 со 122-мм пушкой Д-25-44С. Серийно не производился, был построен один экземпляр.

## В компьютерных играх
Истребитель танков СУ-101 представлен в ММО-игре World of Tanks как прокачиваемая ПТ-САУ СССР 8 уровня.
В игре Ground War: Tanks СУ-101 является премиумной ПТ-САУ 7 уровня.
В World of Tanks Blitz СУ-101 является прокачиваемой ПТ-САУ СССР 8 уровня.